# Afrithelphusa monodosa
Afrithelphusa monodosus là một loài cua trong họ Potamonautidae.
Chúng là loài đặc hữu của Guinea.